# 동건운수
동건운수(東建運輸)는 대전광역시의 시내버스 운영 업체로 주 사무소는 대전광역시 대덕구 신일동에 있다. 1979년 12월 29일에 경익운수로부터 시내버스 15대를 양도받으며 분리, 설립되었다.

## 운행 노선
- ● 첨단1번: 테크노밸리 순환(탑립동, 관평중학교, 송강동 경유)[2]
- ● 701번: 탑립동 ~ 대전고등학교
- ● 704번: 원내동공영차고지 ~ 보훈병원(경익운수와 공동운행)
- ● 711번: 신탄진 ~ 대전역 동광장(신탄진고, 읍내동, 한남대학교, 대덕구청, 중앙로역, 대동역 경유)
- ● 712번: 탑립동 ~ 철도차량정비창
- ● 1001번: 집현동 ~ 대전광역시청(세종교통과 공동운행)

## 차종

#### 비야디 자동차
- BYD eBus-9
- BYD eBus-11
- BYD eBus-12

#### 현대자동차
- 현대 그린시티
- 뉴 슈퍼 에어로시티
- 저상 뉴 슈퍼 에어로시티

## 갤러리

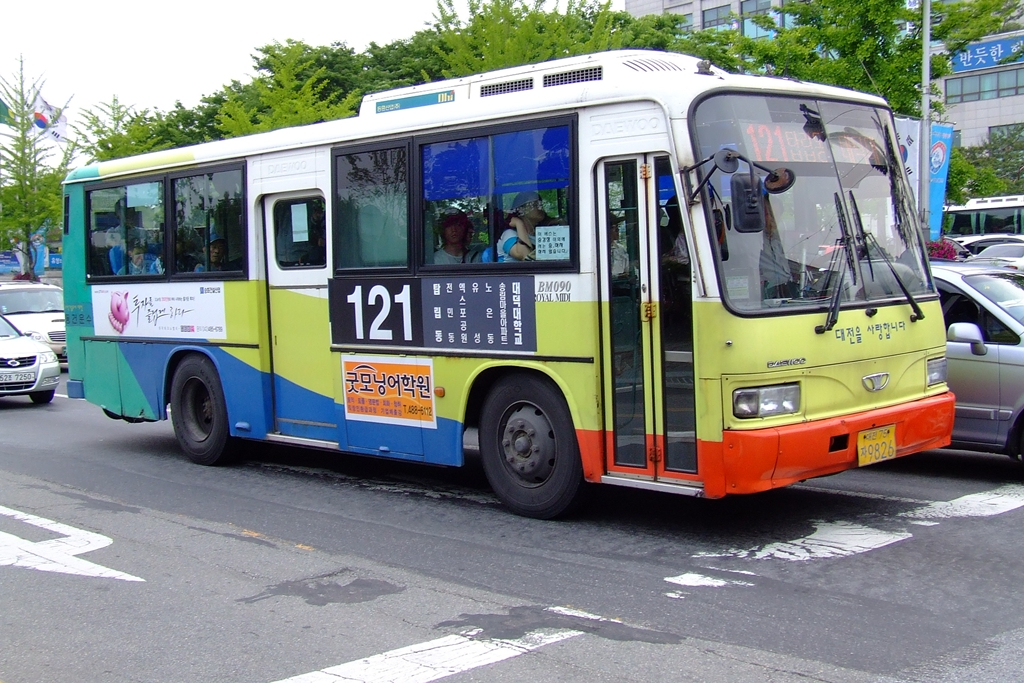
대전시내버스 121번(사진속 버스는 대폐차)
대전시내버스 604번
대전시내버스 604번(지선도색 운행)
대전시내버스 712번(사진속 버스는 대폐차)
대전시내버스 916번

## 같이 보기
- 경익운수